# Плотников, Владимир Константинович
Владимир Константинович Плотников (род. 12 июля 1932, Москва) — российский политик, член Совета Федерации (2011).

## Биография
В 1962 году вступил в Московский фотоклуб «Новатор». Активно занимался фотографией до 1968 года и с 2005 года.
Участвовал во всех выставках фотоклуба «Новатор» в 1962—1968 годов. В 1965 совместно с А. Б. Виханским выставлял свои работы в фойе театра на Таганке. Участвовал в двух выставках фотоклуба «Новатор» в Фотоцентре на Гоголевском бульваре, в юбилейной выставке фотоклуба в государственном выставочном зале «Беляево» в 2011 году. В 2009, 2012, 2013, 2014 и 2015 годах персональные выставки в Информационно-культурном центре Международного Университета в Москве.
Работал в Теплотехнической лаборатории АН СССР и Институте теоретической и экспериментальной физики АН СССР.

### Политическая карьера
В 1990—1993 годах был депутатом Моссовета (избран от движения «Демократическая Россия»). В 1999 году избран членом политсовета лидером московской организации движения «Россия молодая». Входил в руководящие органы партии «Союз правых сил». 
Член Совета Федерации Федерального Собрания Российской Федерации от г. Москвы с окт. 2001 по окт. 2005. Представлял в СФ законодательный (представительный) орган государственной власти г. Москвы.
До избрания представителем в СФ — депутат Московской городской Думы первого (1993—1997, избран от движения «Выбор России») и второго (с декабря 1997) созывов.